# 嘉隆瀑布
嘉隆瀑布是越南多樂省克容阿納縣和得農省克容諾縣之間斯雷博克河上的一個瀑布，是越南西原地區三大瀑布之一，瀑布的名字是以阮福映的年號命名的。

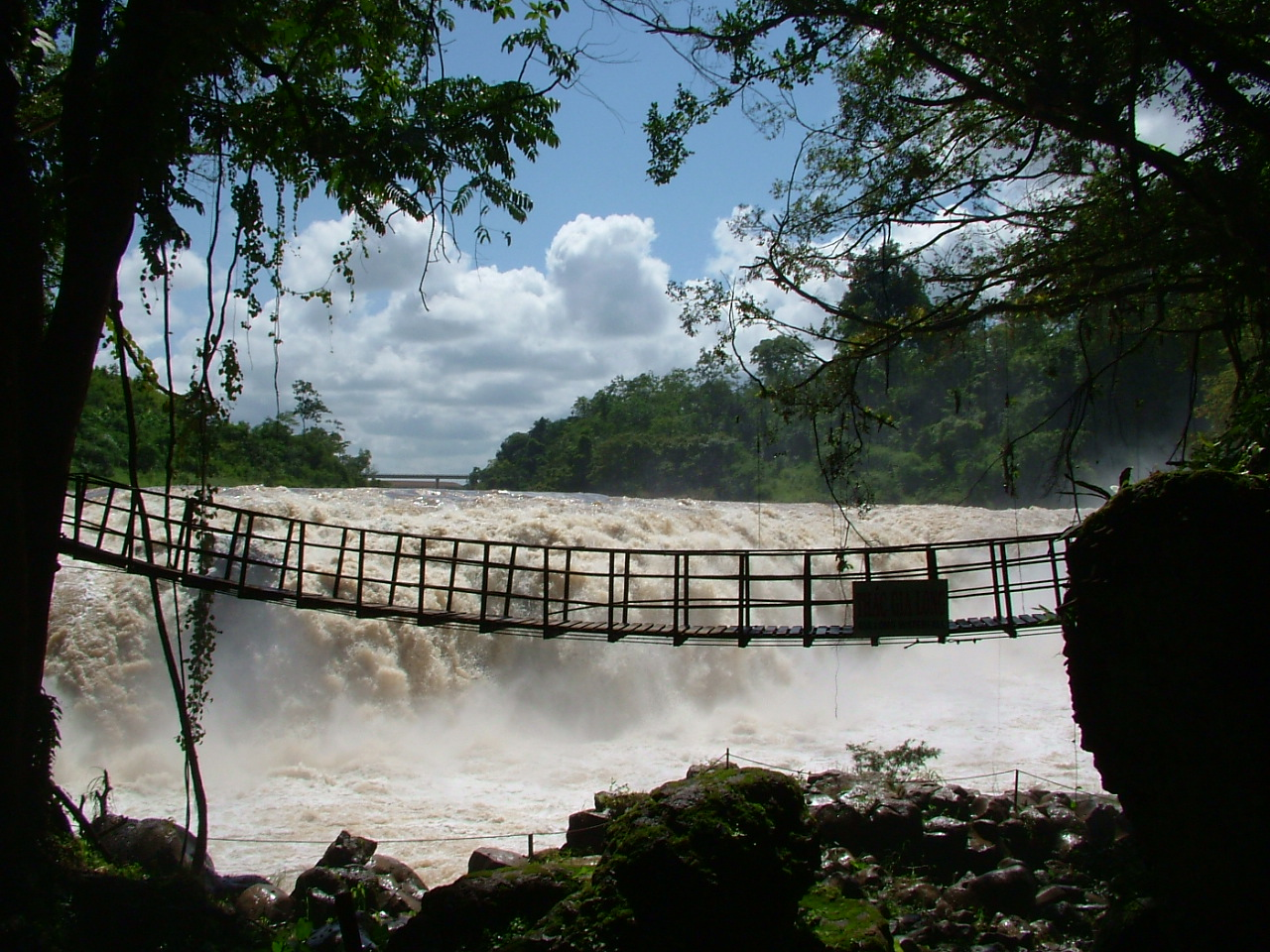
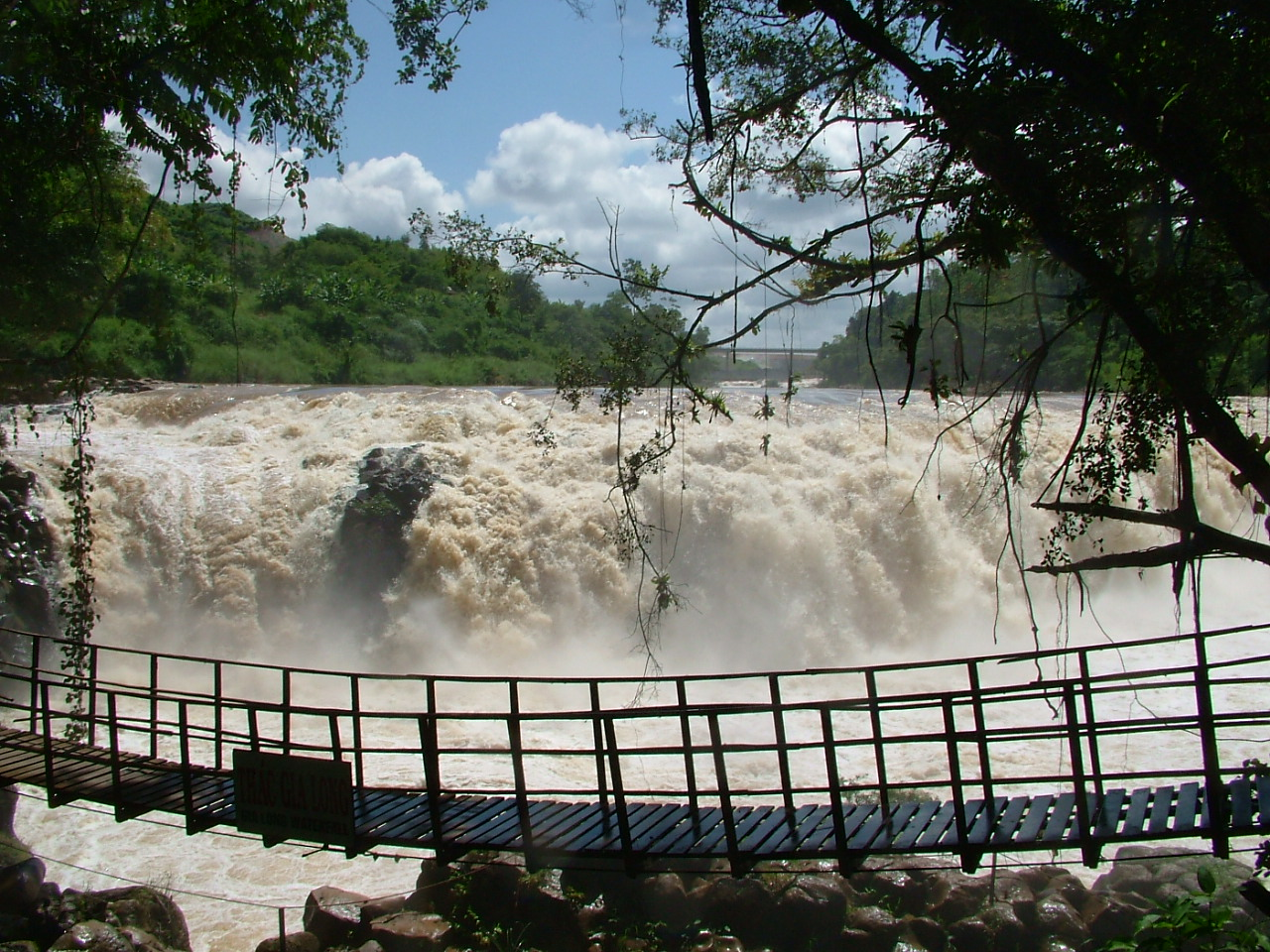
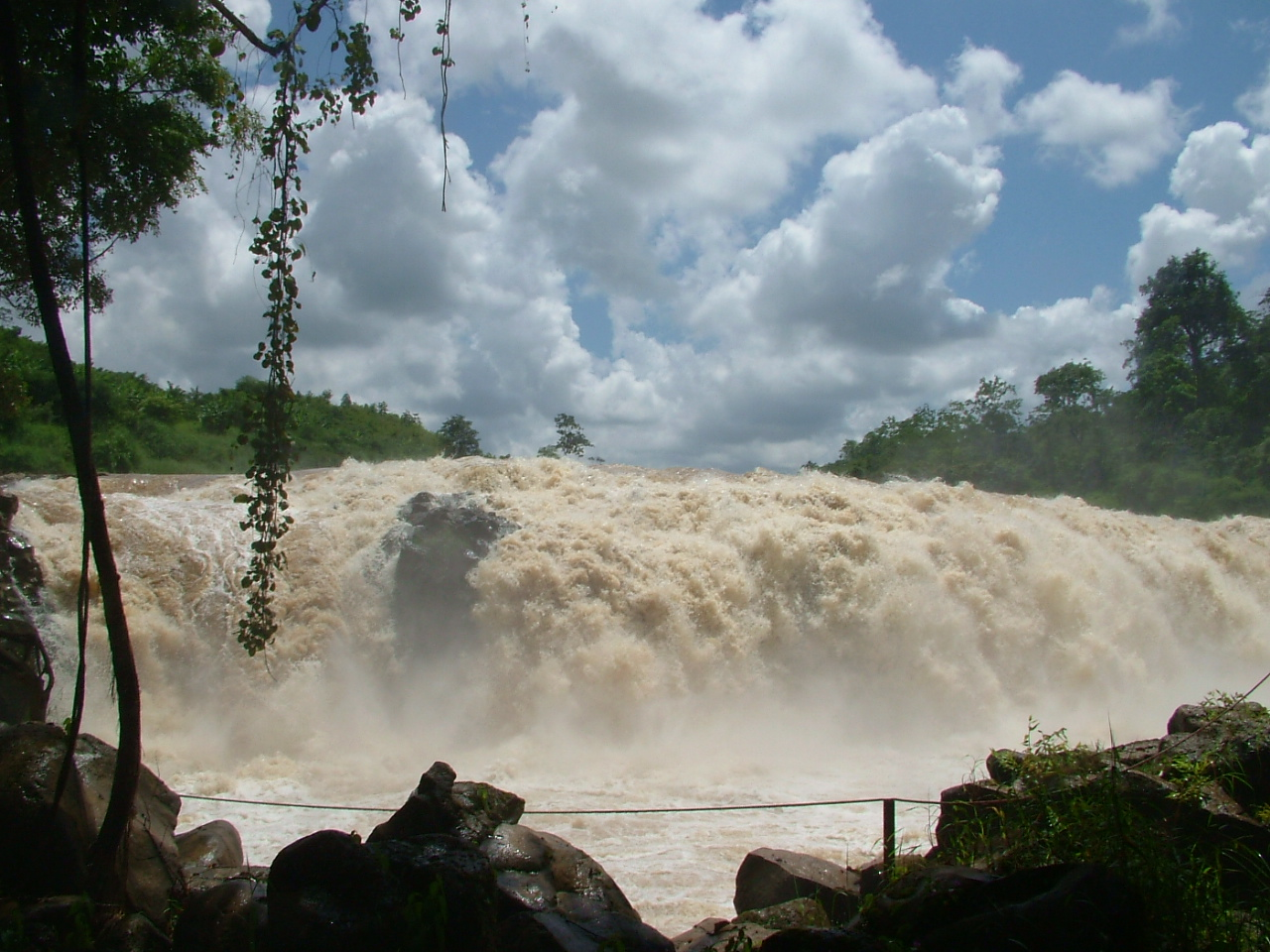